# Shenmue
Shenmue is een actie-avonturenspel dat in 1999 voor het eerst verscheen op de Sega Dreamcast, en was het levenswerk van bedenker Yu Suzuki.

## Verhaal
Het verhaal speelt zich af in 1986, in de kleine plaats Yokosuka, Japan. Shenmue draait om de hoofdpersoon Ryo Hazuki. Ryo leidt een gewoon alledaags leven, totdat er een man met donkergroene Chinese kleren verschijnt. Hij vraagt hem waar de spiegel is. De vader van Ryo wil het niet vertellen. De mysterieuze man maakt daarom Ryo's vader af, en haast zich weg zodra hij toch uiteindelijk de spiegel vindt.
Een jaar later verscheen het vervolg op dit spel, getiteld Shenmue 2.

## Spel
Shenmue was gebaseerd op het idee van een open, levende stad met een interactieve verhaallijn. Je kon gaan en staan waar je wilde en met iedereen praten. Sega had zelfs voor onbelangrijke figuren stemmen opgenomen. Het spel zat vol met kleine details, zo kon je een blikje fris uit een automaat trekken om je gezondheid op peil te houden. Bovendien waren er diverse minispellen, de speler kon in het spel een speelhal betreden om enkele klassieke Yu Suzuki games te spelen.

## Ontwikkeling
Na het ontwikkelen van enkele succesvolle Sega arcadespellen, zoals Hang-On (1985), Out Run (1986), en Virtua Fighter (1993), wilde bedenker Yu Suzuki een langer spel maken. Zijn bedrijf AM2 begon met het ontwikkelen van een rollenspel voor de Sega Saturn. In 1997 verplaatste de ontwikkeling zich naar de Dreamcast.
Shenmue was een van Sega's duurste spellen ooit, met een geschatte kostenpost van 40 tot 70 miljoen dollar, en had de Dreamcast-hit moeten worden. Ondanks de verkoop van 1,2 miljoen exemplaren konden de ontwikkelingskosten niet worden gedekt, en werd het spel een commerciële flop. Na de uitgave van Shenmue II liep de ontwikkeling bergafwaarts.

## Ontvangst
Shenmue ontving grotendeels positieve recensies. Men was te spreken over de graphics, muziek, realisme, open wereld-ervaring, en ambitie. Als kritiek werd het langzame tempo en stemacteurs genoemd. Een nieuw geïntroduceerde spelmechaniek, quicktime-events, wist niet iedereen te bekoren. Dit was bijvoorbeeld het indrukken van knoppen op het juiste moment. Ondanks dat is het spel nog populair onder een kleine groep fans.

## Trivia
- Het spel is opgenomen in het boek "1001 Video Games You Must Play Before You Die" van Tony Mott.